# Leokadija Michailowna Drobischewa

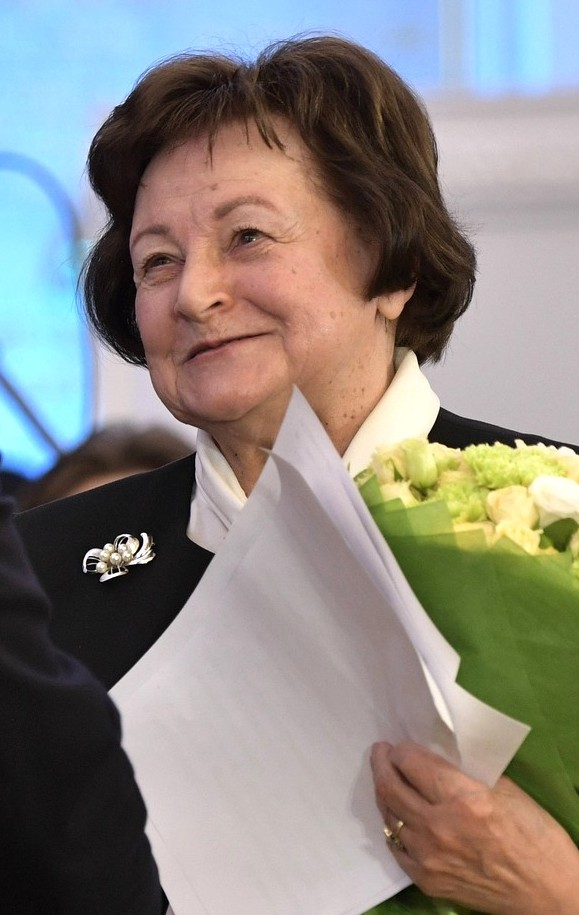
Leokadija Michailowna Drobischewa (2019)

Leokadija Michailowna Drobischewa (russisch Леокадия Михайловна Дробижева; * 13. Januar 1933 in Moskau; † 11. April 2021) war eine sowjetische bzw. russische Ethnosoziologin und Hochschullehrerin.

## Leben
Drobischewas Mutter war Kinderärztin, die ihre Tochter liebevoll erzog. Der Vater hatte im Bürgerkrieg auf der Seite der Roten gekämpft, um dann politisch frustriert als U-Bahn-Ingenieur zu arbeiten. Im Deutschen Angriffskrieg gegen die Sowjetunion begleitete er noch bei der Evakuierung Moskaus seine Familie nach Saransk und zog dann in den Krieg, aus dem er nicht zurückkehrte.
Drobischewa studierte auf Rat ihrer Schullehrerin an der Lomonossow-Universität Moskau (MGU) nicht in der Chemie-Fakultät, sondern in der Historischen Fakultät (Istfak) mit Abschluss 1956 als Historikerin. Ihre Diplomarbeit hatte sie bei Walerija Selunskaja angefertigt.
Zur Aspirantur wurden Istfak-Studenten erst nach praktischer Arbeit zugelassen. Da ihr Mann Wladimir Drobischew (1931–1989) sich bereits in der Istfak-Aspirantur befand, wurde Drobischewa zur Arbeit in Moskau eingeteilt, worauf sie zwei Jahre lang Geschichte an einer Technik-Schule unterrichtete. Darauf bewarb sie sich um eine Aspirantenstelle in der Istfak. Sie bestand alle Prüfungen mit der Höchstnote Fünf bis auf die Deutsch-Prüfung mit einer Drei, worauf sie abgelehnt wurde. Dann bewarb sie sich am Pädagogik-Institut für die Aspirantur in Geschichte, aber trotz Fünfen in allen Prüfungen erhielt ein turkmenischer Bewerber mit Dreien die Stelle. Sie meldete sich nun für eine Fern-Aspirantur. Doch bald wurde am Moskauer Institut für Geschichte der Akademie der Wissenschaften der UdSSR (AN-SSSR, seit 1991 Russische Akademie der Wissenschaften (RAN)), in dem ihr Mann arbeitete, eine Aspiranten-Stelle frei, sodass sie dort nach Bestehen aller Prüfungen Aspirantin bei Esfir Genkina wurde. Für die Untersuchung der Wirtschaftsentwicklung nach der Oktoberrevolution unter den Bedingungen des Leninismus forschte sie auch im Archiv des Moskauer Instituts für Marxismus-Leninismus, wo sie nützliche unveröffentlichte Dokumente fand. Nach der Aspirantur wurde sie wissenschaftliche Mitarbeiterin des Instituts für Geschichte. Sie verteidigte 1963 dort ihre Dissertation über die Rechenschaftsberichte der örtlichen Sowjets und Wirtschaftsorganisationen als Quellen für die Geschichte der sowjetischen Gesellschaft in der Zeit des Wiederaufbaus der Volkswirtschaft 1921–1925 mit Erfolg für die Promotion zur Kandidatin der historischen Wissenschaften.
Als Drobischewa Sekretärin des Rats für Probleme der Ethnizität der Abteilung für Geschichte der AN-SSSR war, wechselte sie auf Einladung zum Moskauer Miklucho-Maklai-Institut für Ethnographie der AN-SSSR. Dort verteidigte sie 1981 ihre Doktor-Dissertation über die Beziehungen zwischen den Nationen in der UdSSR anhand von Materialien der ethnosoziologischen Forschung mit 'Erfolg für die Promotion zur Doktorin der historischen Wissenschaften 1982. Von 1986 bis 1999 leitete sie den Sektor für sozialpolitische Probleme der nationalen Beziehungen des Instituts für Ethnographie, das 1992 das Institut für Ethnologie und Anthropologie der RAN wurde mit Drobischewa als Vizedirektorin. Die Ernennung zur Professorin erfolgte 1988.
Von 2000 bis 2005 war Drobischewa Direktorin des Moskauer Instituts für Soziologie der RAN, um dann dort das Forschungszentrum für Zwischennationenbeziehungen zu leiten.
Drobischewa lehrte ab 2008 an der Wirtschaftshochschule Moskau als Professorin des Lehrstuhls für Allgemeine Soziologie.
Ab 2017 war Drobischewa Vizevorsitzende des Wissenschaftlichen Rats der RAN für komplexe Probleme der Ethnizität und der Zwischennationenbeziehungen.
Drobischewa starb am 11. April 2021. Ihre Asche wurde im Grab ihres Mannes auf dem Moskauer Wagankowoer Friedhof beigesetzt.

## Ehrungen, Preise
- Nationaler Olimpija-Preis für die Gesellschaftliche Anerkennung der Leistungen von Frauen der Russischen Akademie für Business und Unternehmertum (2001)
- Orden der Freundschaft (2013)[6]
- Preis des Präsidenten der Russischen Föderation für den Beitrag zur Festigung der Einheit der Russischen Nation (2019)[6]
- Verdiente Wissenschaftlerin der Russischen Föderation[6]